# Ktyr normalis
Ktyr normalis là một loài ruồi trong họ Asilidae. Ktyr normalis được Lehr miêu tả năm 1981. Loài này phân bố ở vùng Cổ Bắc giới.